# Велланський Данило Михайлович
Данило Михайлович Велланський (справжнє прізвище — Кавунник, 11 (22) грудня 1774, Борзна, Чернігівщина — 15 (27) березня 1847, Росія) — український вчений-медик, натурфілософ з роду Велланських.

## Біографія
Народився в сім'ї міщанина Михайла Івановича Велланського (Кавунника), брат Матвія Велланського.
Навчався в Київській та Імператорській медико-хірургічній (Петербург) академіях. Удосконалював свої знання в університетах Берліна, Відня, Парижа, Вюрцбурга, де слухав лекції Ф.-В.Шеллінга, став палким послідовником його філософії.
У Росії став доктором медицини та хірургії, академіком (1819). Філософські праці Д.Велланського й сьогодні не втратили свого значення. Мислитель листувався з М.Максимовичем, М.Білозерським, І.Мартосом. Філософські пошуки Д.Велланського увінчалися дослідженням творчості Григорія Сковороди.
Д. Велланський відвідував свою батьківщину Борзну, подарував Київській академії свої книги та портрет.